# Spalacopsis ornatipennis
Spalacopsis ornatipennis är en skalbaggsart som beskrevs av Fisher 1935. Spalacopsis ornatipennis ingår i släktet Spalacopsis och familjen långhorningar. Inga underarter finns listade i Catalogue of Life.